# Dušan Vrťo
Dušan Vrťo (Banská Štiavnica, 29 gennaio 1965) è un ex calciatore slovacco, di ruolo difensore.